# Quizás (canción)
"Quizás" es una canción interpretada por el cantautor español Enrique Iglesias. Fue lanzado como el segundo sencillo internacionalmente de su cuarto álbum íntegramente en español Quizás (2002), el 7 de octubre de 2002.

## Información de la canción
El tema fue coescrito y producido por Iglesias y Léster Méndez. La canción habla de la tensa relación entre Iglesias y su padre. Se convirtió en su decimoquinto sencillo número uno en Billboard Hot Latin Tracks, empatándolo así con Luis Miguel que tenía 15 números uno en ese momento.

## Rendimiento en listas
La pista debutó en la lista Billboard Hot Latin Tracks de Estados Unidos en el número 28 el 30 de noviembre de 2002,  y subió al número 1 doce semanas después,  pasando una semana en la cima. El sencillo pasó 23 semanas en las listas.
| Listas (2002/2003)                       | Máxima posición |
| ---------------------------------------- | --------------- |
| Hot Latin Tracks                         | 1               |
| Billboard Latin Pop Airplay              | 1               |
| Billboard Latin Tropical/Salsa Airplay   | 2               |
| Billboard Bubbling Under Hot 100 Singles | 21              |